# Proternia
Proternia és un gènere monotípic d'arnes de la família Crambidae descrit per Edward Meyrick el 1884. La seva única espècie, Proternia philocapna, descrita pel mateix autor el mateix any, és endèmica de Nova Zelanda.
La seva envergadura és de 21–26 mm.